# Riaguas de San Bartolomé
Riaguas de San Bartolomé település Spanyolországban, Segovia tartományban. Riaguas de San Bartolomé Campo de San Pedro, Alconada de Maderuelo, Languilla, Corral de Ayllón és Fresno de Cantespino községekkel határos. Lakosainak száma 27 fő (2024).

## Népesség
A település népessége az elmúlt években az alábbi módon változott:
| Lakosok száma | 91   | 81   | 56   | 48   | 36   | 41   | 36   | 28   | 29   | 27   |
|               | 2001 | 2004 | 2007 | 2009 | 2012 | 2014 | 2017 | 2019 | 2022 | 2024 |